# Гога Филиповић
Гордана „Гога” Филиповић (Бијељина, БиХ) српска је фолк, поп-фолк и турбо-фолк певачица. 

## Биографија
Издала је пет студијских албума.
Хитови и популарне песме Гоге Филиповић су Све сам теби дала, Тебе желим (али нисам твоја), Моја ружо, Доступан, Ти ако одеш, Теби се ево у живот кунем, Није ово прича моја, Жена без имена, Да ми суво злато нуде, И од себе више, Проклет био, Бол и алкохол, Био си уз мене, За срце си ме ујео, Не боли ме што одлазиш, Пукни чашо, Нека, нека иде, Да сам зора, Ја умирем а ти одлазиш, Остављена, И мало по мало, Робиња, Непозвана, Срце ми позајми туго, Због њега је знам, То је љубав, Прва љубав... Сингл Прва љубав има и у издању из 2013. године. Кавер Кад престанем да волим у аранжману Драгана Стојковића Босанца објавила је 2020. године у Новом Саду.
Отпевала је песму Морава (изворно насловљена Бисер) на 13. РТВ фестивалу нове народне песме Моравски бисери 2005.
. Живи у Бечу.

## Дискографија
- Огледало девојачко (1998)
- Био си уз мене (2000)
- Очи плачу данима (2002)
- Ти ако одеш (2004)
- Доступан (2006)

## Фестивали
- 2005. Моравски бисери — Морава